# Tubilandu Ndimbi
Tubilandu Ndimbi (15. března 1948, Léopoldville – 17. června 2021, Kinshasa) byl konžský fotbalový brankář. Zemřel 17. června 2021 ve věku 73 let na rakovinu.

## Fotbalová kariéra
Byl členem reprezentace Zairu na Mistrovství světa ve fotbale 1974, nastoupil v utkání proti Jugoslávii. Za reprezentaci DR Kongo/Zairu hrál v letech 1974–1985. Na klubové úrovni hrál za AS Vita Club.